# Billman-Regulators fabriksanläggning

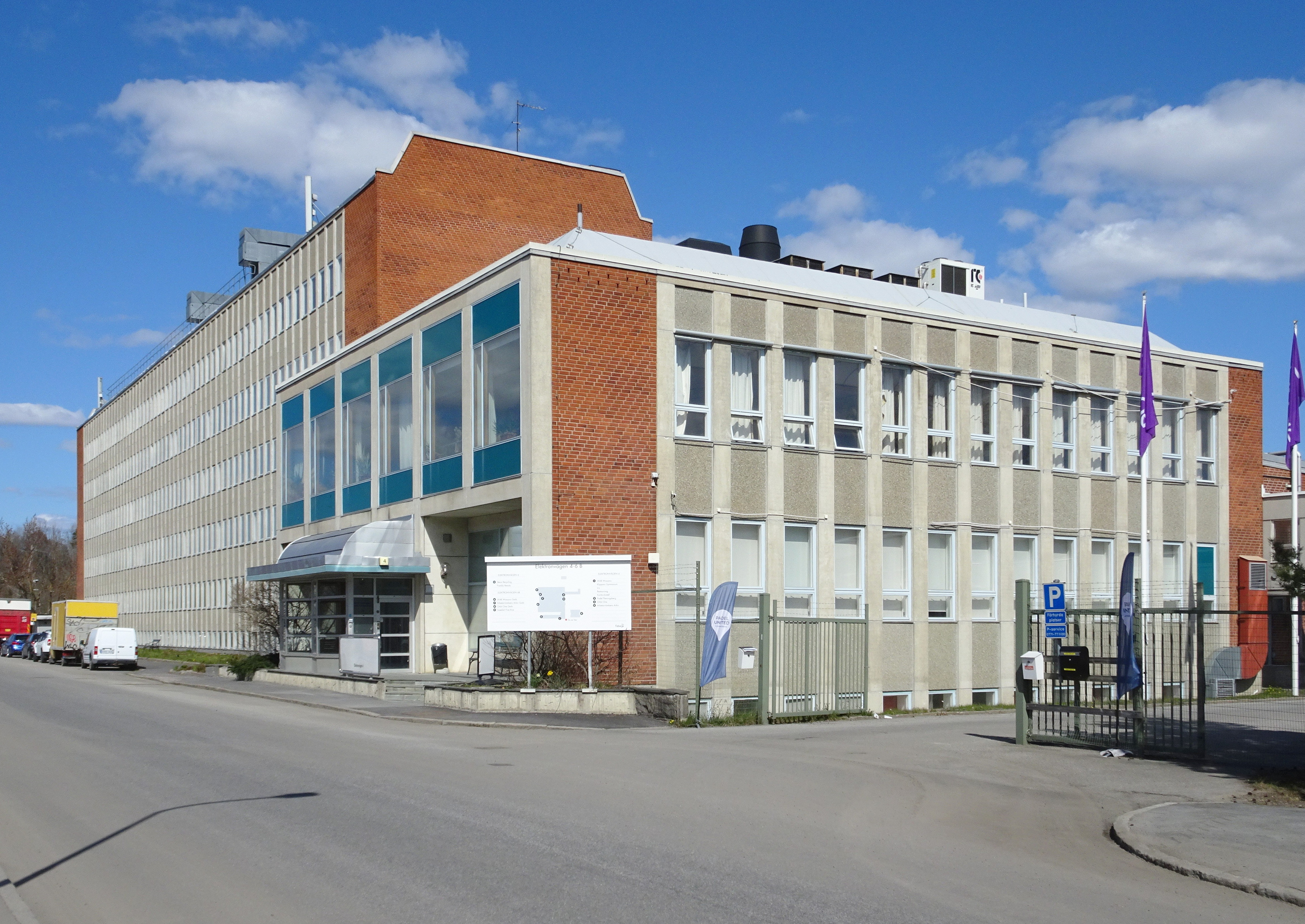
Kontorsbyggnaden i april 2021.

Billman-Regulators fabriksanläggning (fastigheten Regulatorn 1) är en kulturhistoriskt värdefull industrianläggning som uppfördes 1962-1964 efter ritningar av arkitekt Karl G.H. Karlsson för elektronikkoncernen Billman-Regulator AB. Anläggningen är belägen i kommundelen Flemingsberg vid Elektronvägen 4–6 i Flemingsbergs industriområde, Huddinge kommun. Regulatorvägen och kvarteret Regulatorn påminner fortfarande om den tidigare verksamheten.

## Historik

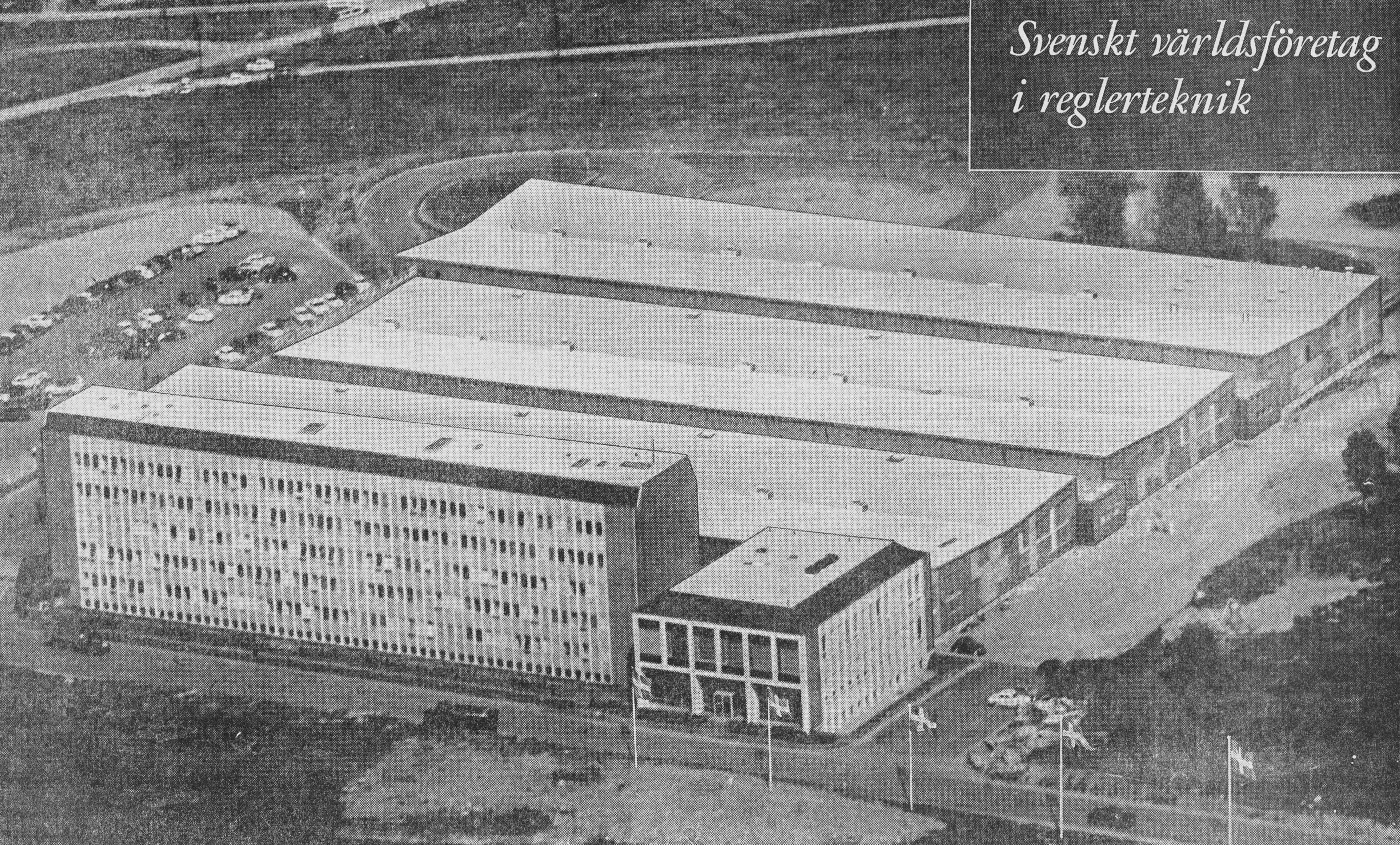
Anläggningen vid invigningen 1964.

Den första industrin som flyttade till det då nyanlagda industriområde i Flemingsberg var fabriksanläggningen med huvudkontor för Billman-Regulator AB. Företaget var i kraftig expansion och hade tidigare sin tillverkning utspridd på ett 15-tal olika adresser. Nu kunde man samla sin verksamhet på ett enda ställe. 
På den 70 000 m² stora tomten uppfördes i en första etapp en kontorsbyggnad i sex plan och tre verkstadshallar i ett plan med sammanlagd 24 000 m² golvyta. För utformningen engagerades Karl G.H. Karlsson som vid tiden räknades till en av Sverige mest anlitade industrihusarkitekter. För konstruktionerna stod Arne Johnson Ingenjörsbyrå och byggnadsfirman SIAB uppförde anläggningen tillsammans med byggmästaren Reinhold Gustafsson. Invigningen skedde i juni 1964 under festliga former i närvaro av Prins Bertil.
Anläggningen utökades under årens lopp med ytterligare byggnader. Billman-Regulator var kvar till 1970 och verksamheten övertogs efter ett antal fusioner av tyska Siemens AG division Buildings Technologies. 2009 lades verksamheten i Huddinge ner. Den 1 november 2018 förvärvade Fabege fastigheten Regulatorn 1. Idag (2021) huserar ett tiotal olika företag och verksamheter i byggnadskomplexet, bland annat LKAB Wassara, Arbetarrörelsens arkiv och Klippans Gymnasium. 
Huddinge kommun fastställde 2012 en ny detaljplan som syftar till att ge förutsättningar för utbyggnad av ytterligare en stor byggnad inom fastigheten. Kontorshuset från 1964 anges som en solitär i Huddinges reviderade kulturmiljöinventering. Byggnaden betraktas av kommunen som "värd uppmärksamhet och varsamhet tack vare sina arkitektoniska eller kulturhistoriska värden".

## Bilder

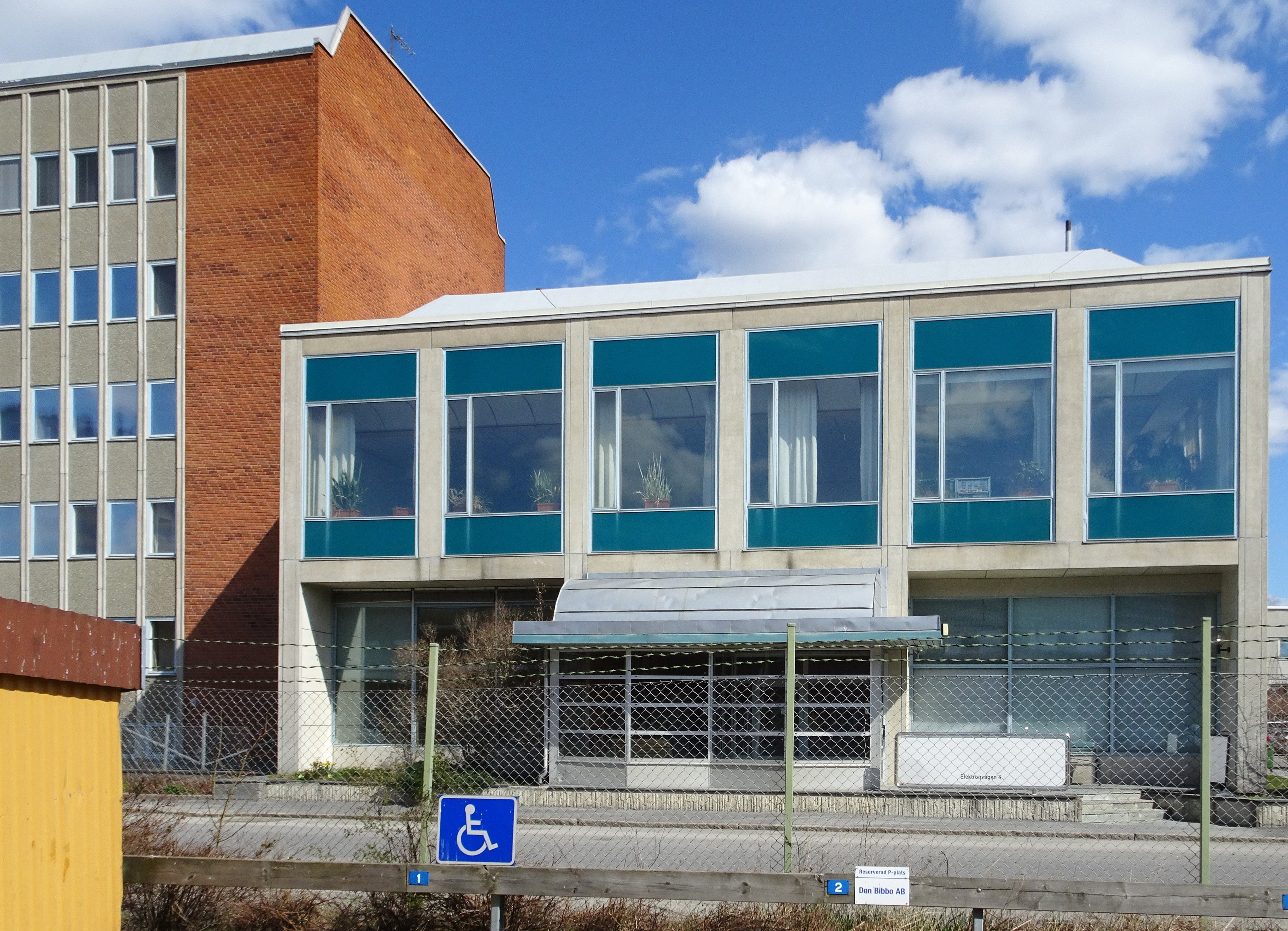
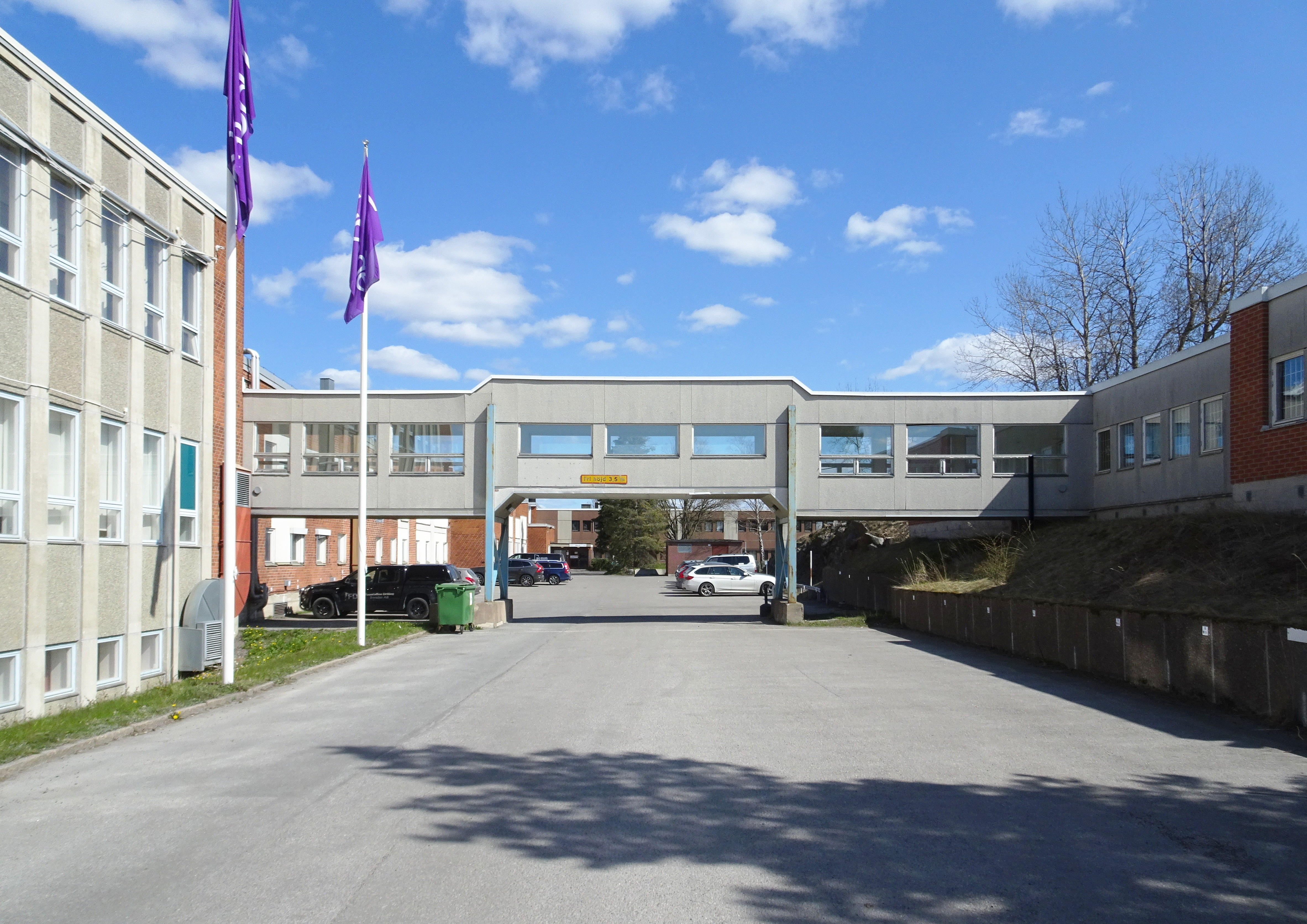
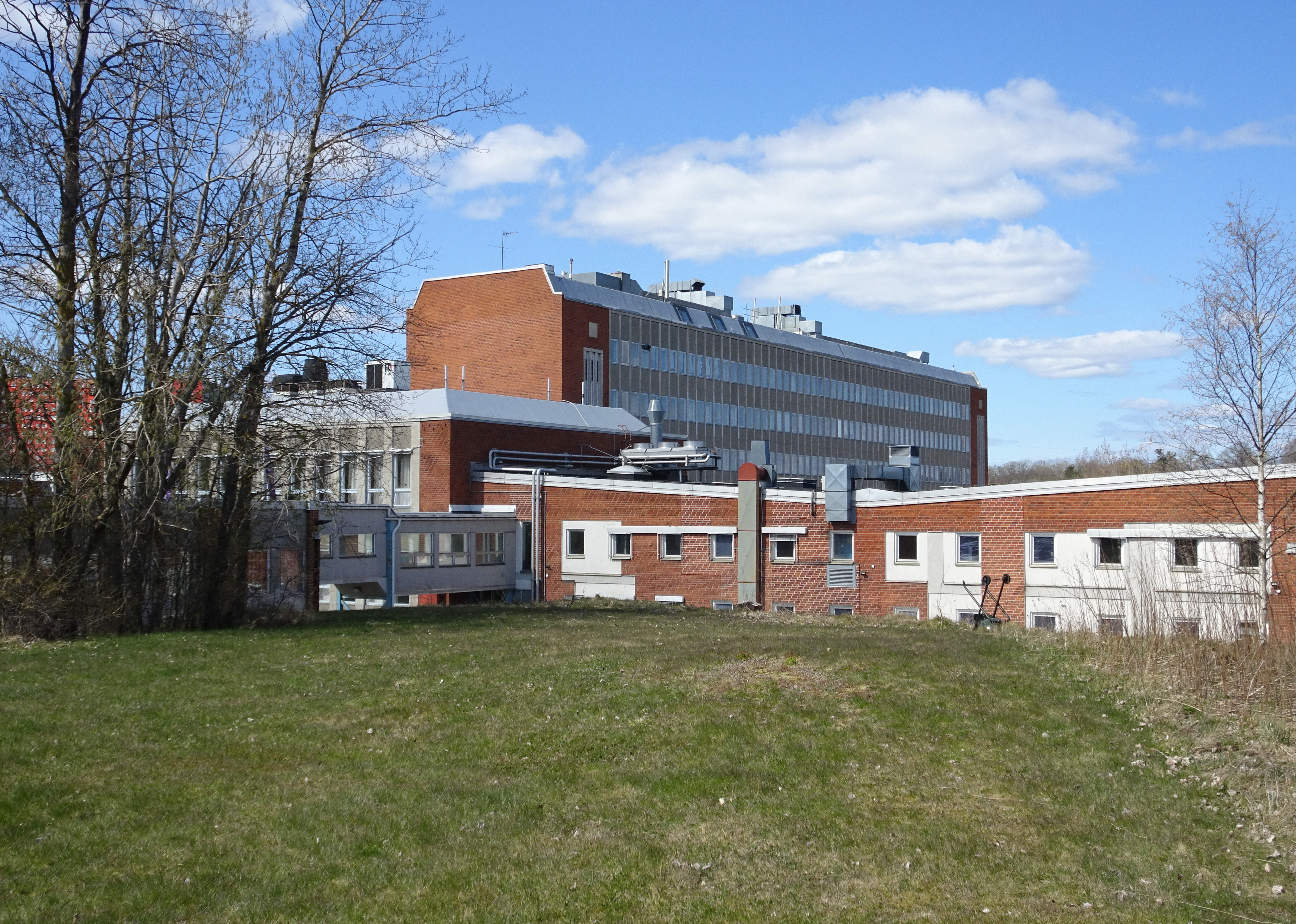
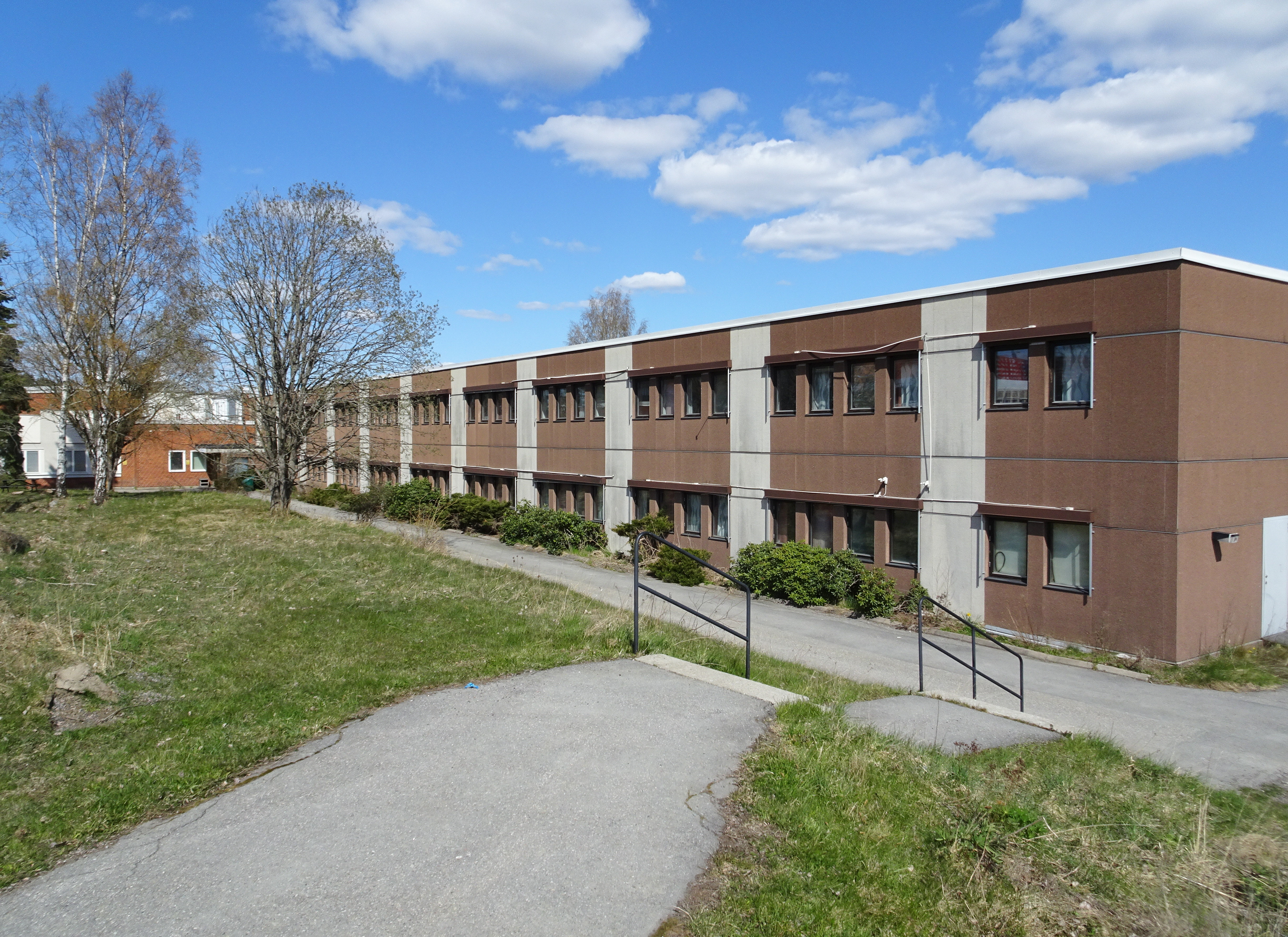